# Блаце (община)
Вижте пояснителната страница за други значения на Блаце.
Община Блаце (на сръбски: Општина Блаце) е административна единица в Сърбия, Топлишки окръг. Заема площ от 306 км2. Административен център е град Блаце.

## Население
Според преброяването от 2011 г. населението на Община Блаце възлиза на 11 754 души. Гъстотата е 38,41 души/км2.

### Етнически състав
- сърби – 11 551 жители
- цигани – 86 жители
- черногорци – 11 жители
- мюсюлмани – 8 жители
- югославяни – 7 жители
- македонци – 6 жители
- унгарци – 4 жители
- хървати – 3 жители
- руснаци – 2 жители
- българи – 1 жител
- украинци – 1 жител
- други – 7 жители
- неизяснени – 36 жители
- регионална принадлежност – 2 жители
- неизвестно – 29 жители[3]

## Селищна мрежа
В границите на общината влизат 40 населени места.
- 1 град: Блаце
- 39 села:

| - Алабана - Барбатовац - Брежани - Више село - Върбовац - Горна Драгуша - Горно Гъргуре - Горна Йошаница - Горно Сварче - Долна Драгуша | - Долна Йошаница - Долна Рашица - Долно Гъргуре - Долно Сварче - Дрешница - Джуревац - Качапор - Кашевар - Кривая - Кутловац | - Лазаревац - Мала Драгуша - Меджухана - Музаче - Попова - Пребреза - Претежана - Претрешня - Придворица - Рашица | - Сибница - Стубал - Сувая - Суви До - Търбуне - Чунгула - Чучале - Джепница - Шильомана |